# Zaostro
Zaostro (en serbe cyrillique : Заостро) est un village de Serbie situé dans la municipalité de Priboj, district de Zlatibor. Au recensement de 2011, il comptait 42 habitants.

## Démographie
| 1948 | 1953 | 1961 | 1971 | 1981 | 1991 | 2002 | 2011 |
| ---- | ---- | ---- | ---- | ---- | ---- | ---- | ---- |
| 235  | 277  | 290  | 276  | 236  | 121  | 88   | 42   |

|  |